# 奇克拉區

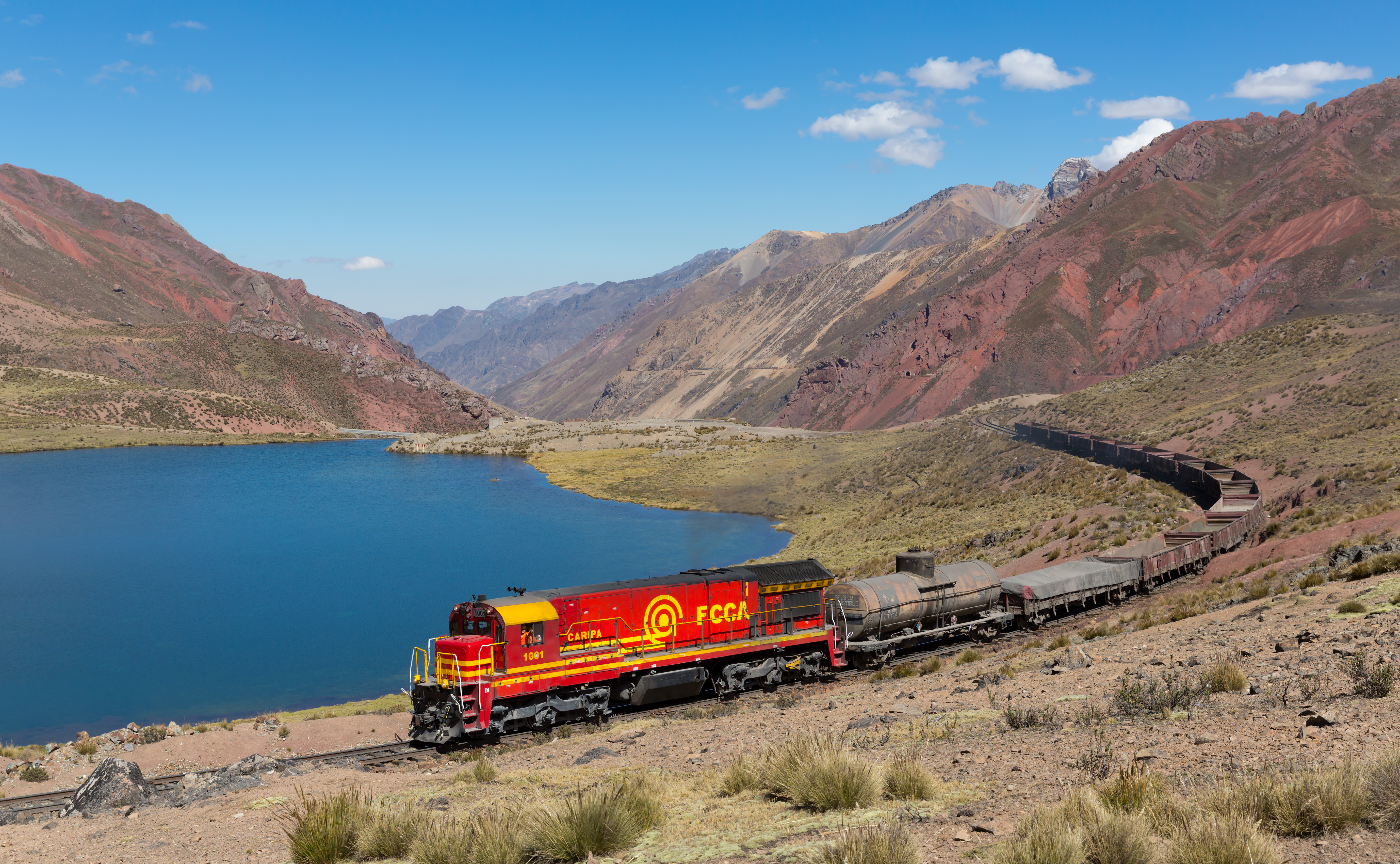

11°42′18″S 76°16′07″W / 11.7050°S 76.2686°W
奇克拉區（西班牙語：Distrito de Chicla），是秘魯的一個區，位於該國中南部利馬大區的瓦羅奇里省，始建於1953年3月4日，面積244.1平方公里，海拔高度3,793米，2005年人口6,085，人口密度每平方公里25人。